# Paso Mariano
Paso Mariano är en ort i Mexiko.   Den ligger i kommunen Puente Nacional och delstaten Veracruz, i den sydöstra delen av landet, 280 km öster om huvudstaden Mexico City. Paso Mariano ligger 101 meter över havet och antalet invånare är 388.
Terrängen runt Paso Mariano är lite kuperad, och sluttar brant österut. Runt Paso Mariano är det ganska tätbefolkat, med 108 invånare per kvadratkilometer. Närmaste större samhälle är Zempoala, 14,1 km norr om Paso Mariano. Trakten runt Paso Mariano består till största delen av jordbruksmark.